# Walt Disney Japan
The Walt Disney Company Japan（ウォルト・ディズニー・ジャパン）, plus connu sous le nom Walt Disney Japan, est la filiale de la Walt Disney Company au Japon qui détient et gère les productions Disney pour le marché japonais. La société Disney a été créée aux États-Unis en 1923 par Walt Disney.

## Historique
En 1959, la société est créée sous le nom Walt Disney, Inc. Entreprise.
En 1960, le Reader's Digest édite des albums regroupant des histoires des personnages Disney sous le titre Disney Nokumi (ディズニーの国, Mondes de Disney) et poursuit la publication jusqu'en 1964,. En 1964, la publication est reprise par Kōdansha sous le titre Disneyland (ディズニーランド), qui se poursuit encore.
Jimmy Johnson mentionne un contrat de licence musicale signé en 1965 avec Nippon Columbia comprenant une adaptation japonaise de la bande originale de Mary Poppins (1964) et des versions anglophones qui se sont vendues par milliers alors que le film ne sortait qu'en décembre. Johnson précise que les émissions de télévision Disney étaient à l'époque fortement présente sur les chaînes japonaises.
En juin 1979, deux mois après la signature d'un contrat pour le parc de Tokyo, Disney fonde une filiale au Japon, baptisée Walt Disney Japan en prévision de l'extension, de son périmètre quatre ans avant l'ouverture de Tokyo Disneyland.
En 1989, Disney crée une filiale nommée Buena Vista Japan, dépendant de Buena Vista International et assurant la distribution sur support vidéo des productions Disney.

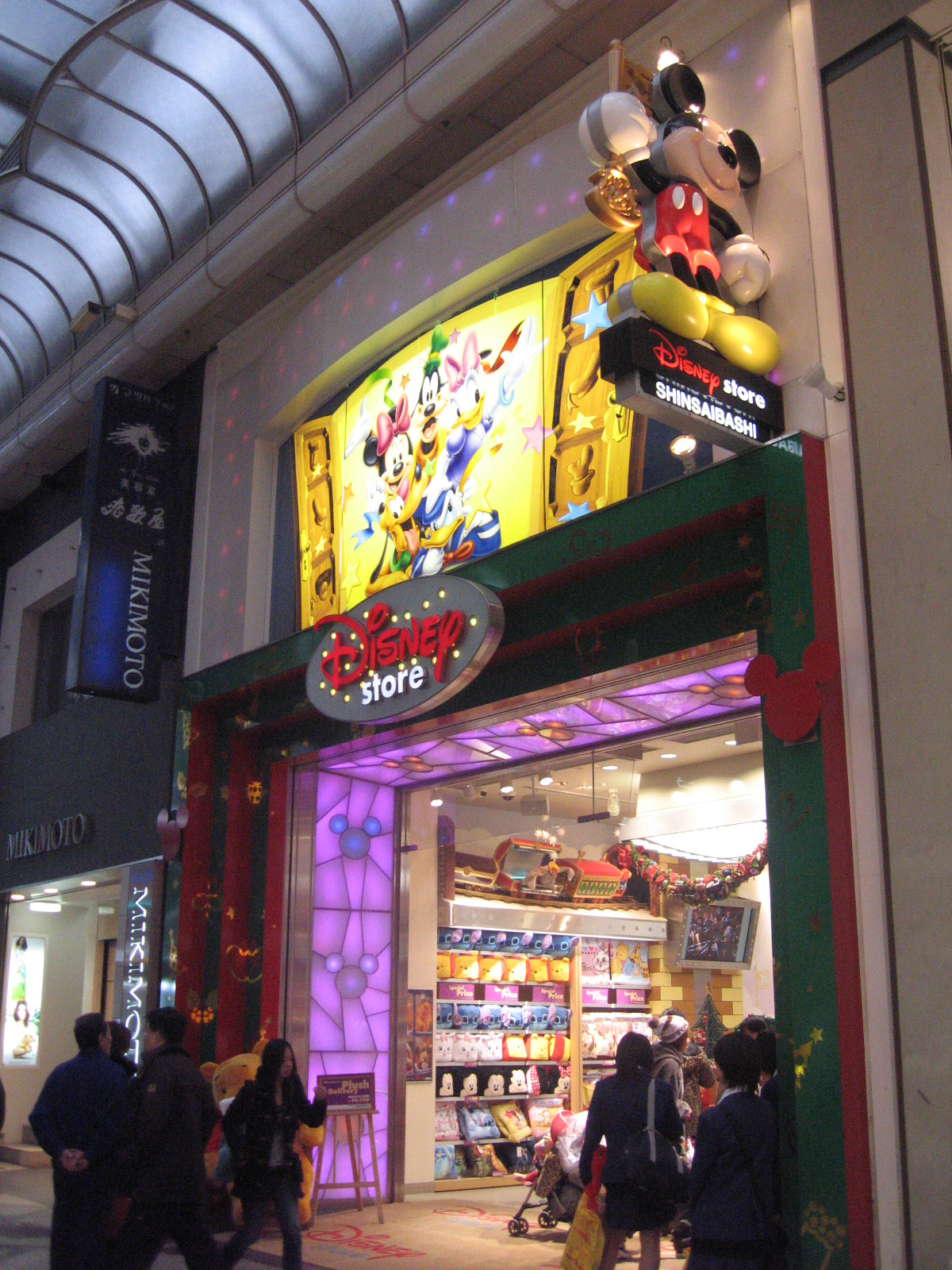
Disney Store à Shinsaibashi, Osaka.

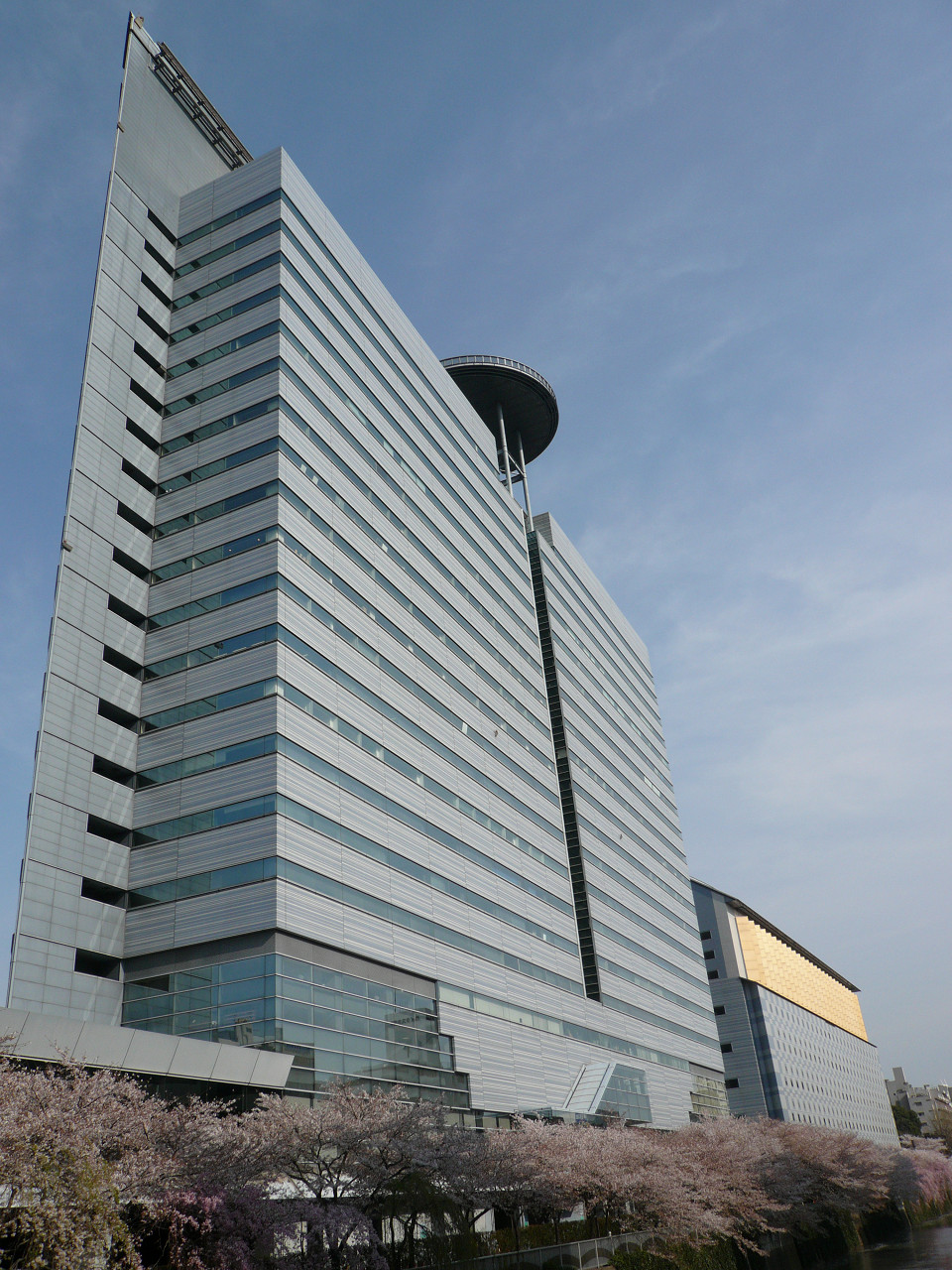
Le complexe Arco Tower de Meguro Gajoen, hébergeant plusieurs entreprises internationales dont Disney.

Le 21 mai 1991, Disney crée la filiale japonaise de Disney Store, Disney Store Japan. Le 21 août 1992, la première Disney Store d'Asie ouvre à Yokohama au Japon.
En 1997, Walt Disney Feature Animation fonde un studio satellite au Japon, Walt Disney Animation Japan.
La genèse de la série de jeux vidéo Kingdom Hearts lancée en février 2000 indique que Shinji Hashimoto en a eu l'idée lorsqu'il rencontre un producteur de Disney dans un ascenseur, les bureaux japonais de Square et de Disney étant alors situés dans le même immeuble,. En avril 2000, Disney regroupe plusieurs filiales sous une même entité.
Au Japon, Oriental Land Company signe en 2001 un accord avec Walt Disney International pour racheter l'ensemble des 50 boutiques japonaises, OLC est aussi propriétaire du Tokyo Disney Resort. L'ensemble du capital de la filiale Disney Store Japan renommée Retail Networks Co., Ltd pour l'occasion a été acheté en avril 2002 par OLC. En août 2002, la sosicté Disney Japan se renomme The Walt Disney Company (Japan).
Le 24 avril 2003, Walt Disney Japan et Disney-ABC Television Group annoncent le lancement de Disney Channel Japan comme une chaîne optionnelle de SKY PerfecTV et une chaine basique du câble.  La chaîne est lancée le 18 novembre 2003. Elle est disponible via satellite (quatre bouquets) et réseaux câblés (Sky PerfecTV).
En 2003, Walt Disney Internet Group regroupe les services interactifs des activités loisirs et éducations de Disney sous le nom DisneyBB sur le réseau Fleet's de NTT au Japon. En septembre 2003 Disney Mobile le service de téléphonie de Disney au Japon atteint les 3,5 millions de souscripteurs.
Le 9 avril 2004, Disney annonce la fermeture dès juin de Walt Disney Animation Japan.
Le 12 novembre 2007, Disney et SoftBank annonce un partenariat pour un service de téléphonie mobile au printemps 2008,. 
Le 1er mars 2008, le service Disney Mobile a été lancé au Japon en partenariat avec SoftBank. Le 2 avril 2008, Disney Japan et Yahoo annoncent une collaboration au Japon pour des jeux en ligne destinés à la jeunesse et des espaces publicitaires.
Le 23 mars 2009, Walt Disney Japan dépose une candidature pour opérer une chaîne numérique satellite gratuite à partir de 2011. Fin 2009, OLC annonce la possible revente des boutiques à Disney.
Le 4 février 2010, le directoire d'OLC valide le transfert et annonce la vente des actions de Retail Networks pour le 31 mars. Le 20 juillet 2010, la société fusionne avec Retail Networks Co, réintégrant les Disney Store au portefeuille de Disney.
Le 31 janvier 2012, Walt Disney Japan et NTT DoCoMo lance un partenariat de MVNO nommé Disney Mobile on Docomo. Le 26 juin 2012, Broadcast Satellite Disney service satellite de Walt Disney Japan propose des séries d'ABC Studios gratuitement sur internet au rythme d'un épisode par série et par semaine et ce jusqu’en septembre 2012 pour attirer des nouveaux clients. Le 23 octobre 2013, Disney Japan annonce la production d'une série Marvel Disk Wars: The Avengers pour le printemps 2014 et produite par Tōei animation.
Le 1er juillet 2014, Disney annonce l'adaptation anglophone du jeu japonais Tsum Tsum développé pour Disney Japan ainsi que la sortie des jouets associés dans les Disney Store,. 9 juillet 2014, Disney stoppe la vidéo à la demande sur iTunes au Japon en raison d'une mésentente sur le contrat,, ventes reprises une heure plus tard. Le 29 juillet 2014, un poste de président Walt Disney Company Asia est créé pour superviser les opérations au Japon, en Corée du Sud, en Asie du Sud-Est et en Chine continentale et les filiales associées comme Disney Southeast Asia et Walt Disney Japan.
Le 22 janvier 2015, Disney Store ouvre un nouveau type de boutique dans le quartier Harajuku de Tokyo au Japon pour une clientèle féminine adulte. Le 16 mars 2015, Walt Disney Japan annonce la diffusion de la première saison de la série Love Live! sur Disney Channel, première série du genre idole diffusée sur la chaîne Disney. Le 12 octobre 2015, le bijoutier danois Pandora étend son alliance commerciale avec Disney à partir de novembre 2015 pour inclure l'Asie-Pacifique dont l'Australie, la Chine et le Japon. Le 5 décembre 2016, le studio d'animation canadien 9 Story Media signe plusieurs contrats de diffusion de séries d'animations avec Disney en Asie, trois avec Disney Southeast Asia, trois autres avec Disney Australia, une saison avec Disney Korea et une autre avec Disney Japan.
Le 24 janvier 2018, Paul Candland se retire de la présidence et la direction de Walt Disney Japan et un directeur temporaire est nommé le temps de lui trouver un successeur. Le 13 février 2018, Adventures by Disney annonce des excursions au Japon pour 2019. Le 26 février 2019, Disney Japan et NTT DoCoMo annoncent un service de streaming Disney au Japon avant le lancement de la 5G,.

## Thématique
La société Disney possède plusieurs sociétés au Japon :
- une filiale nommée The Walt Disney Company (Japan) ;
- Disney Store Japan.

### Cinéma
- Walt Disney Animation Japan, studio de production de film d'animation et séries télévisées d'animation de 1997 à juin 2004[16].

### Média
Les supports musicaux sont édités par Pony Canyon.
Les supports vidéo sont distribués par Walt Disney Studios Home Entertainment.
- Broadcast Satellite Disney est un service satellite[25]

### Parcs à thèmes et domaine de loisirs
Depuis 1983, Disney a accordé une licence à Oriental Land Company qui possède, gère et développe le Tokyo Disney Resort.
- Tokyo Disney Resort
  - Tokyo Disneyland
  - Tokyo DisneySea
  - Ikspiari
  - Tokyo Disney Resort Line

Walt Disney Attractions Japan est une filiale japonaise de Walt Disney Imagineering spécialisée dans la conception et la construction des attractions pour le Tokyo Disney Resort, indépendante d'Oriental Land Company.

### Télévision

#### Les émissions et blocs de programmes
- Disney Time sur TXN
- Stitch ! sur TV Asahi
- Disney Junior sur Disney Channel Japan toute la semaine de 7 h 30 à 14 h 30 et le weekend de 7 h 30 à 10 h 00

#### Les chaînes
- Disney Channel (2003)
- Disney XD Japan lancé en août 2009 (annoncé le 8 juin)[41] remplace Toon Disney

### Presse
- Disney Nokumi (ディズニーの国, Mondes de Disney?) édité par Reader's Digest de 1960 à 1964
- Disneyland (ディズニーランド?) édité par Kōdansha depuis 1964

### Téléphonie
- Disney Mobile
  - avec NTT DoCoMo de 2004 à 2007
  - avec SoftBank de 2008 à 2012
  - avec NTT DoCoMo et nommé Disney Mobile on Docomo à parti de 2012